# Bruno Montefiori
Bruno Montefiori (La Spezia, 23 ottobre 1941 – La Spezia, 24 agosto 2021) è stato un politico italiano.

## Biografia
Nato nel 1941, militò politicamente nel Partito Socialista Italiano a La Spezia, e fu eletto più volte consigliere comunale. 
Il 18 ottobre 1985 venne eletto sindaco della Spezia. Esponente dell'ala facente capo a Claudio Signorile, durante il mandato ebbe a scontrarsi con i membri della sua stessa giunta afferenti alla fazione craxiana. Dopo le amministrative del 1990 venne sostituito alla guida del comune dal collega Gianluigi Burrafato.
Eletto consigliere per la Provincia della Spezia, ricoprì anche per pochi mesi – dal dicembre 1993 al gennaio 1994 – la carica di assessore provinciale.
Morì all'età di 79 anni nell'estate del 2021.